# Волостных, Валерий Валентинович
Валерий Валентинович Волостных (род. 21 мая 1953) — советский и российский спортсмен и учёный.
Заслуженный тренер России по боевому самбо, вице-президент Федерации боевого самбо России, вице-президент Всемирной федерации боевого самбо, первый вице-президент Федерации Профбоя России, мастер спорта СССР по самбо, мастер спорта СССР по дзюдо, мастер спорта РСФСР по национальной борьбе, заслуженный мастер боевого самбо, один из основателей современного боевого самбо; каскадер, писатель.

## Образование
Родился 21 мая 1953 года в городе Жуковском.
В 1977 году закончил электромеханический факультет МЭИ. Окончил аспирантуру во Всесоюзном научно-исследовательском институте физической культуры – ВНИИФК, защитив диссертацию в 1997 году; кандидат педагогических наук.
Профессор кафедры физического воспитания и спорта Московского энергетического института.

## Список известных учеников
- Алексей Олейник — МСМК по боевому самбо, чемпион Евразии и мира по боевому самбо, чемпион мира по версии ProFC и IAFC, действующий боец UFC[2].
- Маршалл Савчук — МСМК по боевому самбо, чемпион Европы по боевому самбо.
- Олег Захаров — МСМК по боевому самбо, победитель международного турнира IAFC в легком весе, Чемпион Евразии по боевому самбо[2].
- Николай Каушанский — МС по боевому самбо, чемпион AFC в легком весе.
- Сергей Акинин — МСМК по боевому самбо, чемпион мира по боевому самбо, Двукратный чемпион Всероссийского турнира по боевому самбо памяти Долголенко[2].
- Михаил Бакин — ЗМС по боевому самбо, трехкратный чемпион мира по боевому самбо, чемпион мира по самбо[2].
- Камиль Зайпуллаев — МСМК по боевому самбо, чемпион мира по боевому самбо[2].
- Вадим Хазов — МСМК по боевому самбо.
- Андрей Рудаков — чемпион России по версии IAFC, чемпион Азии по панкратиону.
- Дибир Загиров — чемпион мира по боевому самбо.
- Шамиль Нурмагомедов — чемпион мира по панкратиону.
- Федор Куприченков — чемпион России по грэпплингу, победитель Ukraine Open ADCC.
- Евгений Ершов — победитель кубка России по грэпплингу ADCC , чемпион Европы по грэпплингу NAGA , победитель кубка мира по грэпплингу AFGC.
- Леонид Ефремов — вице-чемпион мира по боевому самбо.
- Магомед Исмаилов — чемпион мира по боевому самбо, чемпион России и Европы по смешанным единоборствам.
- Сомон Бодурхонов — МС по боевому самбо, призёр кубка России по боевому самбо.
- Георгий Залеев — тренер по грэпплингу и джиу-джитсу[3].
- Рыжов Владислав — МС по боевому самбо[4], чемпион мира.

## Карьера и спорт
Мама работала учителем в средней школе, преподавала литературу и русский язык. Отец — инженер филиала ЦАГИ в Москве.
С четырнадцати лет начал тренироваться у Долголенко Георгия Павловича, ученика А. А. Харлампиева, а после окончания школы, поступив в МЭИ — у самого А. А. Харлампиева.
В 1977 г. — главный тренер сборной команды СССР по боевому самбо.
С 1978 г. — руководитель отделения борьбы кафедры физвоспитания и спорта МЭИ (ТУ), заместитель зав. кафедры физвоспитания и спорта МЭИ (ТУ) по научной работе, ученый секретарь кафедры; педагогический стаж — 32 года.
В 1993—1998 гг. параллельно работал инструктором по специальной и физической подготовке службы безопасности банка «Российский кредит», в 1999—2004 г.г. инструктором ЧОП «Ральф» по боевому самбо, в 2005 г. — инструктором по боевому самбо службы безопасности ЧОП «Галс».
Имеет третий дан, чёрный пояс по джиу-джитсу, первый дан, чёрный пояс по катеда-рю дзиссен кемпо.
Ученик заслуженного мастера спорта, заслуженного тренера СССР А.А. Харлампиева, тренировался и выступал на соревнованиях под руководством А.А. Харлампиева.
Подготовил: 12 мастеров спорта по самбо, дзюдо, 4 мастера спорта по джиу-джитсу, 1 мастера спорта России международного класса по самбо, 25 мастеров боевого самбо, 7 мастеров боевого самбо международного класса, 6 чемпионов мира по боевому самбо.
Среди учеников чемпионы и призёры всероссийских и международных соревнований, чемпионатов Европы, Евразии и Мира по боевому самбо, абсолютным поединкам «Бои без правил», джиу-джитсу, а также борьбе самбо, дзюдо и рукопашному бою; имеет 47 научно-публицистических, учебных и методических работ опубликованных в журналах, сборниках научных трудов, книгах, учебных видеофильмах (учебные книги и видеофильмы по данным экспертизы Российской Государственной Академии физической культуры рекомендованы в качестве учебных информационных методических пособий для отделений единоборств ВУЗов и ДЮСШ), 2-томник «Энциклопедия боевого самбо», учебные видеофильмы «Боевое самбо для всех», «Алгоритм победы» публикуются и тиражируются в Японии фирмой «Quest».
Регулярно, под руководством и совместно с Анатолием Аркадьевичем Харлампиевым, проводил показательные выступления по боевому разделу самбо на различных спортивных и культурных мероприятиях Москвы и Подмосковья, проводил семинары по боевому разделу самбо с подразделениями ДНД и комсомольско-молодёжными оперативными отрядами.
Является 50-м мастером спорта СССР по борьбе самбо, подготовленным А. А. Харлампиевым.
Один из организаторов первых профессиональных турниров по ММА и боевому самбо в нашей стране - чемпионата Евразии и чемпионата мира 1995 г. На тех турнирах выступили такие бойцы как Игорь Вовчанчин, Михаил Илюхин, Рикардо Мораис и др. известные спортсмены.
Принимал участие в съемках 15 художественных кинофильмов в качестве каскадера и постановщика трюков («ТАСС уполномочен заявить», «Непобедимый», «И на камнях растут деревья», «До первой крови», «Зверобой», «После дождичка в четверг», «Мужская компания» и др.)

## Интервью и видео
- Боевое самбо[6]
- Материалы с сайта AllBoxing[7]
- Видео материалы[8][9][10]
- Интервью[11][12]